# لیدیا گریگوریوا
لیدیا گریگوریوا (انگلیسی: Lydia Grigorieva؛ زادهٔ ۱۲ اوت ۱۹۴۵) عکاس اهل اوکراین است.